# وجوه الخطاب في القرآن
أوجه الخطاب في القرآن أو وجوه الخطاب في القرآن أو وجوه خطابات القرآن في علوم القرآن بمعنى: الأوجه المتنوعة في خطاب القرآن، والقرآن الكريم هو كتاب الله المنزل على رسوله بوحي جلي، وقد أنزله الله بلسان عربي مبين أي: واضح؛ حتى يتمكن المخاطب من فهمه، فهو يخاطب المتهيء للفهم، ووجوه الخطاب في القرآن متعددة من حيث الأساليب المتنوعة وما يراد منها، فقد يكون خطابا للرسول في مثل:﴿يا أيها المدثر﴾، ﴿يا أيها المزمل﴾، ﴿يا أيها الرسول﴾، ﴿يا أيها النبي﴾، وقد يكون عاما مثل: ﴿يا أيها الناس﴾، أو لخصوص المؤمنين مثل: ﴿يا أيها الذين ءامنوا﴾، وقد يكون للتعظيم أو الزجر أو غير ذلك، وقد يكون عاما أريد به الخصوص أو العكس، وهذه الأمثلة للتوضيح لا للحصر، قال السيوطي في كتاب الإتقان في علوم القرآن: قال ابن الجوزي في كتابه النفيس: الخطاب في القرآن على خمسة عشر وجها، وقال غيره: على أكثر من ثلاثين وجها، ثم ذكر هذه الوجوه وقرنها بالأمثلة. وقال بدر الدين الزركشي: «يأتي على نحو أربعين وجها».

## وجوه مخاطباته
النوع الحادي والخمسون من أنواع علوم القرآن في وجوه مخاطباته، قال السيوطي: قال ابن الجوزي في كتابه النفيس: الخطاب في القرآن على خمسة عشر وجها، وقال غيره: على أكثر من ثلاثين وجها، 
خطاب العام والمراد به العموم، خطاب الخاص والمراد به الخصوص، خطاب العام والمراد به الخصوص، خطاب الخاص والمراد العموم، خطاب الجنس، خطاب النوع، خطاب العين، خطاب المدح، خطاب الذم، خطاب الكرامة، خطاب الإهانة، خطاب التهكم، خطاب الجمع بلفظ الواحد، خطاب الواحد بلفظ الجمع، خطاب الواحد بلفظ الإثنين، خطاب الإثنين بلفظ واحد، خطاب الإثنين بلفظ الجمع، خطاب الجمع بلفظ الإثنين، خطاب الجمع بعد الواحد، خطاب الواحد بعد الجمع، خطاب الإثنين بعد الواحد، خطاب الواحد بعد الإثنين، خطاب العين والمراد به الغير، خطاب الغير والمراد به العين، الخطاب العام الذي لم يقصد به مخاطب معين، خطاب الشخص ثم العدول إلى غيره، خطاب التلوين وهو الالتفات، خطاب الجمادات خطاب من يعقل، خطاب التهييج، خطاب التحنن والاستعطاف، خطاب التحبب، خطاب التعجيز، خطاب التشريف، خطاب المعدوم تبعا لموجود.

### خطاب العام والمراد به العموم
الوجه الأول من وجوه خطاب القرآن: خطاب العام والمراد به العموم مثل قوله تعالى: ﴿الله الذي خلقكم﴾،

### خطاب الخاص والمراد به الخصوص
الوجه الثاني: خطاب الخاص والمراد به الخصوص مثل قوله تعالى: ﴿أكفرتم بعد إيمانكم﴾، ﴿يا أيها الرسول بلغ ما أنزل إليك﴾،

### خطاب العام والمراد به الخصوص
الوجه الثالث: خطاب العام والمراد به الخصوص مثل قوله تعالى: ﴿يا أيها الناس اتقوا ربكم﴾، فالخطاب عام لكل الناس، لكن المراد به المتهيئون لفهم الخطاب، فلم يدخل فيه الأطفال والمجانين.

### خطاب الخاص والمراد العموم
الوجه الرابع: خطاب الخاص والمراد العموم مثل قوله تعالى: ﴿يا أيها النبي إذا طلقتم النساء﴾، افتتح الخطاب بالنبي صلى الله عليه وسلم، والمراد سائر من يملك الطلاق، وقوله تعالى: ﴿يا أيها النبي إنا أحللنا لك أزواجك..﴾ الآية، قال أبو بكر الصيرفي: كان ابتداء الخطاب له، فلما قال في الموهوبة: ﴿خالصة لك﴾، علم أن ما قبلها له ولغيره.

### خطاب الجنس
الوجه الخامس: خطاب الجنس مثل قوله تعالى: ﴿يا أيها النبي﴾؛ فلفظ النبي جنس يشمل مجموع الأنبياء.

### خطاب النوع
الوجه السادس: خطاب النوع نحو: ﴿يا بني إسرائيل..﴾، بنوا إسرائيل أولاد يعقوب عليه السلام، وخطاب النوع تدخل فيه جزئياته، ولا تدخل فيه الأنواع الأخرى.

### خطاب العين
الوجه السابع: خطاب العين نحو قوله تعالى: ﴿وقلنا يا آدم اسكن﴾، ونحو: ﴿يا نوح اهبط بسلام منا وبركات..﴾، ونحو: ﴿يا إبراهيم قد صدقت الرؤيا﴾، ونحو: ﴿يا موسى لا تخف﴾،  وقوله تعالى: ﴿يا عيسى إني متوفيك﴾، ولم يقع في القرآن الخطاب بيا محمد بل ﴿يا أيها النبي﴾، ﴿يا أيها الرسول﴾؛ تعظيما له وتشريفا وتخصيصا بذلك عما سواه، وتعليما للمؤمنين أن لا ينادوه باسمه.

### خطاب المدح
الوجه الثامن: خطاب المدح نحو قوله تعالى: ﴿يا أيها الذين آمنوا﴾، ولهذا وقع الخطاب بأهل المدينة في قوله تعالى: ﴿والذين آمنوا وهاجروا﴾،
أخرج ابن أبي حاتم عن خيثمة قال: ما تقرؤون في القرآن: ﴿يا أيها الذين آمنوا﴾ فإنه في التوراة: يا أيها المساكين، وأخرج البيهقي وأبو عبيد وغيرهما عن ابن مسعود قال: إذا سمعت الله يقول: ﴿يا أيها الذين آمنوا﴾ فأوعها سمعك فإنه خير يؤمر به أو شر ينهى عنه.

### خطاب الذم
الوجه التاسع: خطاب الذم نحو قوله تعالى: ﴿يا أيها الذين كفروا لا تعتذروا اليوم﴾، ﴿قل يا أيها الكافرون﴾، ولتضمنه الإهانة لم يقع في القرآن في غير هذين الموضعين، وأكثر الخطاب بـ ﴿يا أيها الذين آمنوا﴾ على المواجهة، وفي جانب الكفار جيء بلفظ الغيبة إعراضا عنهم كقوله: ﴿إن الذين كفروا﴾، ﴿قل للذين كفروا﴾،

### خطاب الكرامة
الوجه العاشر: خطاب الكرامة كقوله تعالى: ﴿يا أيها النبي﴾ ﴿يا أيها الرسول﴾، قال بعضهم: ونجد الخطاب بالنبي في محل لا يليق به الرسول، وكذا عكسه ففي الأمر بالتشريع العام: ﴿يا أيها الرسول بلغ ما أنزل إليك من ربك﴾، وفي مقام الخاص ﴿يا أيها النبي لم تحرم ما أحل الله لك﴾،  قال: وقد يعبر بالنبي في مقام التشريع العام لكن مع قرينة إرادة العموم كقوله تعالى: ﴿يا أيها النبي إذا طلقتم النساء..﴾، ولم يقل: طلقت.

### خطاب الإهانة
الوجه الحادي عشر: خطاب الإهانة نحو قوله تعالى: ﴿فإنك رجيم﴾،  ﴿اخسئوا فيها ولا تكلمون﴾، 

### خطاب التهكم
الثاني عشر: خطاب التهكم نحو: ﴿ذق إنك أنت العزيز الكريم﴾،

### خطاب الجمع بلفظ الواحد
الوجه الثالث عشر: خطاب الجمع بلفظ الواحد
نحو قوله تعالى: ﴿يا أيها الإنسان ما غرك بربك الكريم﴾،

### خطاب الواحد بلفظ الجمع
الوجه الرابع عشر: خطاب الواحد بلفظ الجمع نحو قوله تعالى: ﴿يا أيها الرسل كلوا من الطيبات﴾، إلى قوله: ﴿فذرهم في غمرتهم﴾، فهو خطاب له صلى الله عليه وسلم وحده؛ إذ لا نبي معه ولا بعده، وكذا قوله: ﴿وإن عاقبتم فعاقبوا..﴾ الآية، خطاب له صلى الله عليه وسلم وحده بدليل قوله: ﴿واصبر وما صبرك إلا بالله..﴾ الآية، وكذا قوله: ﴿فإن لم يستجيبوا لكم فاعلموا..﴾،  بدليل قوله: ﴿قل فأتوا﴾، وجعل منه بعضهم: ﴿قال رب ارجعون﴾، أي: ارجعني، وقيل: رب خطاب له تعالى، وارجعون للملائكة.
وقال السهيلي: هو قول من حضرته الشياطين وزبانية العذاب فاختلط فلا يدري ما يقول من الشطط، وقد اعتاد أمرا يقوله في الحياة من رد الأمر إلى المخلوقين.

### خطاب الواحد بلفظ الإثنين
الوجه الخامس عشر: خطاب الواحد بلفظ الإثنين
نحو: ﴿ألقيا في جهنم﴾،  والخطاب لمالك خازن النار، وقيل: لخزنة النار والزبانية فيكون من خطاب الجمع بلفظ الاثنين، وقيل: للملكين الموكلين في قوله: ﴿وجاءت كل نفس معها سائق وشهيد﴾، فيكون على الأصل، وجعل المهدوي من هذا النوع: ﴿قال قد أجيبت دعوتكما﴾، قال: الخطاب لموسى وحده؛ لأنه الداعي، وقيل: لهما لأن هارون أمن على دعائه والمؤمن أحد الداعيين.

### خطاب الإثنين بلفظ واحد
الوجه السادس عشر: خطاب الإثنين بلفظ واحد
كقوله: ﴿فمن ربكما يا موسى﴾، أي: ويا هارون، وفيه وجهان: أحدهما أنه أفرده بالنداء لإدلاله عليه بالتربية، والآخر: لأنه صاحب الرسالة والآيات، وهارون تبع له، ذكره ابن عطية، وذكر في الكشاف آخر: وهو أن هارون لما كان أفصح من موسى نكب فرعون عن خطابه حذرا من لسانه، ومثله: ﴿فلا يخرجنكما من الجنة فتشقى﴾،  قال ابن عطية: أفرده بالشقاء لأنه المخاطب أولا والمقصود في الكلام، وقيل: لأن الله جعل الشقاء في معيشة الدنيا في جانب الرجال، وقيل: إغضاء عن ذكر المرأة كما قيل: من الكرم ستر الحرم.

### خطاب الإثنين بلفظ الجمع
السابع عشر: خطاب الإثنين بلفظ الجمع
كقوله: ﴿وقلنا يا آدم اسكن﴾، 

### خطاب الجمع بلفظ الإثنين
الثامن عشر: خطاب الجمع بلفظ الإثنين
كما تقدم في: ﴿ألقيا في جهنم..﴾،

### خطاب الجمع بعد الواحد
التاسع عشر: خطاب الجمع بعد الواحد
كقوله: ﴿وما تكون في شأن وما تتلو منه من قرآن ولا تعملون من عمل إلا كنا عليكم شهودا..﴾ الآية،  قال ابن الأنباري: جمع في الفعل الثالث ليدل على أن الأمة داخلون مع النبي صلى الله عليه وسلم، ومثله: ﴿ياأيها النبي إذا طلقتم النساء﴾،

### خطاب الواحد بعد الجمع
العشرون: عكسه وهو خطاب الواحد بعد الجمع نحو: ﴿وأقيموا الصلاة﴾،  ﴿وبشر المؤمنين﴾، 

### خطاب الإثنين بعد الواحد
الحادي والعشرون: خطاب الإثنين بعد الواحد
نحو: ﴿أجئتنا لتلفتنا عما وجدنا عليه آباءنا وتكون لكما الكبرياء في الأرض﴾، 

### خطاب الواحد بعد الإثنين
الوجه الثاني والعشرون: عكسه خطاب الواحد بعد الإثنين نحو: ﴿فمن ربكما ياموسى﴾، 

### خطاب العين والمراد به الغير
الوجه الثالث والعشرون: خطاب العين والمراد به الغير
نحو: ﴿ياأيها النبي اتق الله ولا تطع الكافرين﴾،  الخطاب له والمراد أمته؛ لأنه صلى الله عليه وسلم كان تقيا وحاشاه من طاعة الكفار، ومنه: ﴿فإن كنت في شك مما أنزلنا إليك فاسأل الذين يقرءون الكتاب..﴾ الآية،  حاشاه صلى الله عليه وسلم من الشك، وإنما المراد بالخطاب التعريض بالكفار.
أخرج ابن أبي حاتم عن ابن عباس في هذه الآية قال: لم يشك صلى الله عليه وسلم ولم يسأل، ومثله: ﴿واسأل من أرسلنا من قبلك من رسلنا..﴾ الآية،  ﴿فلا تكونن من الجاهلين﴾،  وأنحاء ذلك.

### خطاب الغير والمراد به العين
الوجه الرابع والعشرون: خطاب الغير والمراد به العين
نحو قوله تعالى: ﴿لقد أنزلنا إليكم كتابا فيه ذكركم﴾، 

### الخطاب العام الذي لم يقصد به مخاطب معين
الوجه الخامس والعشرون: الخطاب العام الذي لم يقصد به مخاطب معين مثل قوله تعالى: ﴿ألم تر أن الله يسجد له من في السموات والأرض..﴾،  وقوله تعالى: ﴿ولو ترى إذ وقفوا على النار﴾،  وقوله تعالى: ﴿ولو ترى إذ المجرمون ناكسو رءوسهم..﴾،  لم يقصد بذلك خطاب معين بل كل أحد، وأخرج في صورة الخطاب لقصد العموم، يريد أن حالهم تناهت في الظهور بحيث لا يختص بها راء دون راء، بل كل من أمكن منه الرؤية داخل في ذلك الخطاب.

### خطاب الشخص ثم العدول إلى غيره
الوجه السادس والعشرون: خطاب الشخص ثم العدول إلى غيره مثل قوله تعالى: ﴿فإن لم يستجيبوا لكم..﴾، خوطب به النبي صلى الله عليه وسلم ثم قال للكفار: ﴿فاعلموا أنما أنزل بعلم الله﴾،  بدليل: ﴿فهل أنتم مسلمون﴾، ومنه قوله تعالى: ﴿إنا أرسلناك شاهدا ومبشرا ونذيرا﴾، إلى قوله: ﴿لتؤمنوا بالله ورسوله..﴾، عند من قرأ بالفوقية.

### خطاب التلوين وهو الالتفات
الوجه السابع والعشرون: خطاب التلوين وهو الالتفات في الخطاب الذي يكون فيه الانتقال من لون لآخر، مثل قوله تعالى: ﴿قال فمن ربكما يا موسى﴾، فالخطاب المذكور أولا خطاب للمثنى في قوله تعالى: ﴿فمن ربكما﴾، وهو خطاب لموسى وهارون، ثم جرى الالتفات من خطاب المثنى إلى خطاب المفرد في قوله تعالى: ﴿يا موسى﴾، وهو التفات من خطاب المثنى إلى المفرد، وقد يكون بغير ذلك من أنواع التلوين في الخطاب.

### خطاب الجمادات خطاب من يعقل
الوجه الثامن والعشرون: خطاب الجمادات خطاب من يعقل مثل قوله تعالى: ﴿فقال لها وللأرض ائتيا طوعا أو كرها..﴾، حيث خاطب السموات والأرض بخطاب العقلاء.

### خطاب التهييج
الوجه التاسع والعشرون: خطاب التهييج مثل قوله تعالى: ﴿وعلى الله فتوكلوا إن كنتم مؤمنين﴾،

### خطاب التحنن والاستعطاف
الوجه الثلاثون: خطاب التحنن والاستعطاف مثل قوله تعالى: ﴿قل ياعبادي الذين أسرفوا..﴾، فهو خطاب من الله لعباده الذين أسرفوا على أنفسهم بالذنوب والمعاصي، حيث كان وجه مخاطبتهم بالتحنن عليهم والاستعطاف رحمة بهم حتى يتوبوا إليه.

### خطاب التحبب
الوجه الحادي والثلاثون: خطاب التحبب نحو: ﴿يا أبت لم تعبد..﴾، في خطاب إبراهيم عليه السلام، ومثل: ﴿يابني إنها إن تك مثقال..﴾، وهو خطاب لقمان لابنه، ومثل: ﴿يا ابن أم لا تأخذ بلحيتي﴾، وهو حكاية خطاب هارون لموسى عليهما السلام.

### خطاب التعجيز
الوجه الثاني والثلاثون: خطاب التعجيز، وهو الذي يكون الخطاب فيه على وجه تعجيز المخاطب، مثل قوله تعالى: ﴿فأتوا بسورة  من مثله..﴾، وكقوله تعالى: ﴿يا معشر الجن والإنس إن استطعتم أن تنفذوا من أقطار السموات والأرض فانفذوا لا تنفذون إلا بسلطان﴾.

### خطاب التشريف
الوجه الثالث والثلاثون: خطاب التشريف وهو كل ما في القرآن مخاطبة بـ ﴿قل﴾ فإنه تشريف منه تعالى لهذه الأمة بأن يخاطبها بغير واسطة لتفوز بشرف المخاطبة.

### خطاب المعدوم تبعا لموجود
خطاب المعدوم أي: غير الموجود بمعنى: ما كان في حال العدم قبل أن يخرج إلى الوجود، وإنما يصح هذا الخطاب تبعا لموجود، مثل قوله تعالى: ﴿يا بني آدم..﴾، وهو خطاب لمن هو موجود من بني آدم من أهل ذلك الزمان، وخطاب لكل من بعدهم ممن لم يوجد، فالخطاب في هذه الآية للموجود من جهة، وللمعدوم تبعا للموجود من جهة أخرى. وهذا هو الخطاب الرابع والثلاثون حسبما ذكره السيوطي.